# Leichtathletik-Weltmeisterschaften 1983/Kugelstoßen der Männer

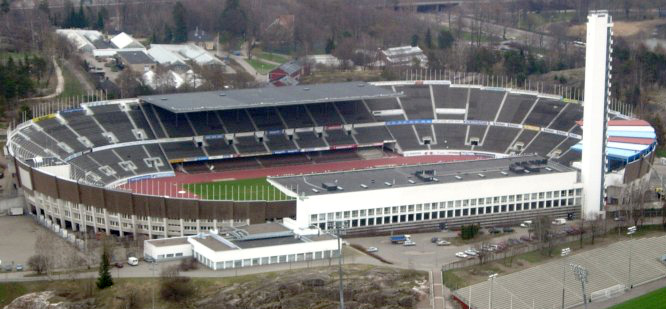
Das Olympiastadion in Helsinki

Das Kugelstoßen der Männer bei den Leichtathletik-Weltmeisterschaften 1983 fand am 7. August 1983 in Helsinki, Finnland statt.
20 Athleten aus 13 Ländern nahmen an dem Wettbewerb teil. Die Goldmedaille gewann der Pole Edward Sarul mit 21,39 m, Silber ging an Ulf Timmermann aus der DDR mit 21,16 m, und die Bronzemedaille sicherte sich der tschechoslowakische EM-Dritte von 1982 Remigius Machura mit 20,98 m.

## Rekorde
Vor dem Wettbewerb galten folgende Rekorde:
| Weltrekord               | Udo Beyer                                                                   | 22,22 m                                                                     | Los Angeles, Vereinigte Staaten                                             | 25. Juni 1983                                                               |
| Weltmeisterschaftsrekord | Es gab noch keine WM-Rekorde, die Veranstaltung wurde erstmals ausgetragen. | Es gab noch keine WM-Rekorde, die Veranstaltung wurde erstmals ausgetragen. | Es gab noch keine WM-Rekorde, die Veranstaltung wurde erstmals ausgetragen. | Es gab noch keine WM-Rekorde, die Veranstaltung wurde erstmals ausgetragen. |

Der WM-Rekord wurde nach und nach auf zuletzt 21,39 m gesteigert (Edward Sarul, Polen, im Finale am 7. August 1983).

## Legende
Kurze Übersicht zur Bedeutung der Symbolik – so üblicherweise auch in sonstigen Veröffentlichungen verwendet:
| – | verzichtet |
| x | ungültig   |

## Qualifikation
7. August 1983
Die Qualifikationsweite betrug mindestens 20,00 m, um direkt ins Finale einzuziehen. Sechs Athleten schafften diese Marke oder stießen weiter, sie sind hellblau unterlegt. Die restlichen Kugelstoßer, die am Finale teilnehmen durften – die Anzahl der Athleten sollte mindestens zwölf sein –, sind jene sechs mit der höchsten gestoßenen Weite unterhalb der Qualifikationsweite, sie sind hellgrün unterlegt.

### Gruppe A
| Platz | Athlet             | Land               | 1. Versuch (m) | 2. Versuch (m) | 3. Versuch (m) | Weite (m) |
| ----- | ------------------ | ------------------ | -------------- | -------------- | -------------- | --------- |
| 1     | Dave Laut          | Vereinigte Staaten | 21,08          | –              | –              | 21,08 CR  |
| 2     | Remigius Machura   | Tschechoslowakei   | 20,67          | –              | –              | 20,67     |
| 3     | Ulf Timmermann     | DDR                | 20,10          | –              | –              | 20,10     |
| 4     | Jānis Bojārs       | Sowjetunion        | 19,78          | 20,04          | –              | 20,04     |
| 5     | Vladimir Milić     | Jugoslawien        | 19,66          | x              | x              | 19,66     |
| 6     | Aulis Akonniemi    | Finnland           | 19,65          | x              | 18,44          | 19,65     |
| 7     | Alessandro Andrei  | Italien            | x              | 19,57          | 19,24          | 19,57     |
| 8     | Bishop Dolegiewicz | Polen              | 18,68          | x              | x              | 18,68     |
| 9     | Ahmed Kamel Shatta | Ägypten            | 16,66          | 16,47          | 16,73          | 16,73     |
|       | Adnan Houri        | Syrien             | x              | x              | x              | NM        |

### Gruppe B
7. August 1983
| Platz | Athlet         | Land               | 1. Versuch (m) | 2. Versuch (m) | 3. Versuch (m) | Weite (m) |
| ----- | -------------- | ------------------ | -------------- | -------------- | -------------- | --------- |
| 1     | Edward Sarul   | Polen              | 20,82          | –              | –              | 20,82     |
| 2     | Udo Beyer      | DDR                | 20,29          | –              | –              | 20,29     |
| 3     | Mike Lehmann   | Vereinigte Staaten | 19,24          | 19,28          | 19,88          | 19,88     |
| 4     | Ivan Ivančić   | Jugoslawien        | 19,51          | 19,74          | 19,39          | 19,74     |
| 5     | Josef Kubeš    | Tschechoslowakei   | 19,38          | 19,73          | 19,54          | 19,73     |
| 6     | Kevin Akins    | Vereinigte Staaten | 19,15          | 19,48          | 19,10          | 19,48     |
| 7     | Erwin Weitzl   | Österreich         | 18,91          | 19,23          | 18,53          | 19,23     |
| 8     | Werner Günthör | Schweiz            | 19,18          | x              | 18,92          | 19,18     |
| 9     | Bruno Pauletto | Kanada             | 17,46          | 17,22          | 18,32          | 18,32     |
| 10    | Sergei Smirnow | Sowjetunion        | x              | x              | 18,03          | 18,03     |

## Finale
7. August 1983
| Platz | Athlet            | Land               | 1. Versuch (m) | 2. Versuch (m) | 3. Versuch (m) | 4. Versuch (m)                              | 5. Versuch (m)                              | 6. Versuch (m)                              | Weite (m) |
| ----- | ----------------- | ------------------ | -------------- | -------------- | -------------- | ------------------------------------------- | ------------------------------------------- | ------------------------------------------- | --------- |
|       | Edward Sarul      | Polen              | 21,04          | 20,74          | x              | x                                           | 20,34                                       | 21,39                                       | 21,39 CR  |
|       | Ulf Timmermann    | DDR                | 19,61          | 20,06          | 20,45          | 20,87                                       | 21,16                                       | x                                           | 21,16     |
|       | Remigius Machura  | Tschechoslowakei   | 20,26          | x              | x              | 20,74                                       | x                                           | 20,98                                       | 20,98     |
| 4     | Dave Laut         | Vereinigte Staaten | 20,60          | 20,32          | x              | x                                           | x                                           | x                                           | 20,60     |
| 5     | Jānis Bojārs      | Sowjetunion        | 19,55          | 19,77          | 20,06          | 20,32                                       | 19,98                                       | x                                           | 20,32     |
| 6     | Udo Beyer         | DDR                | 20,08          | 20,09          | x              | 20,07                                       | x                                           | x                                           | 20,09     |
| 7     | Alessandro Andrei | Italien            | 19,80          | 18,65          | 20,07          | 19,61                                       | x                                           | 19,30                                       | 20,07     |
| 8     | Aulis Akonniemi   | Finnland           | 19,85          | 18,83          | x              | x                                           | x                                           | x                                           | 19,85     |
| 9     | Vladimir Milić    | Jugoslawien        | 19,71          | x              | x              | nicht im Finale der besten acht Kugelstoßer | nicht im Finale der besten acht Kugelstoßer | nicht im Finale der besten acht Kugelstoßer | 19,71     |
| 10    | Mike Lehmann      | Vereinigte Staaten | 19,69          | 19,46          | x              | nicht im Finale der besten acht Kugelstoßer | nicht im Finale der besten acht Kugelstoßer | nicht im Finale der besten acht Kugelstoßer | 19,69     |
| 11    | Josef Kubeš       | Tschechoslowakei   | 19,62          | x              | 19,67          | nicht im Finale der besten acht Kugelstoßer | nicht im Finale der besten acht Kugelstoßer | nicht im Finale der besten acht Kugelstoßer | 19,67     |
| 12    | Ivan Ivančić      | Jugoslawien        | 19,42          | x              | 19,52          | nicht im Finale der besten acht Kugelstoßer | nicht im Finale der besten acht Kugelstoßer | nicht im Finale der besten acht Kugelstoßer | 19,52     |

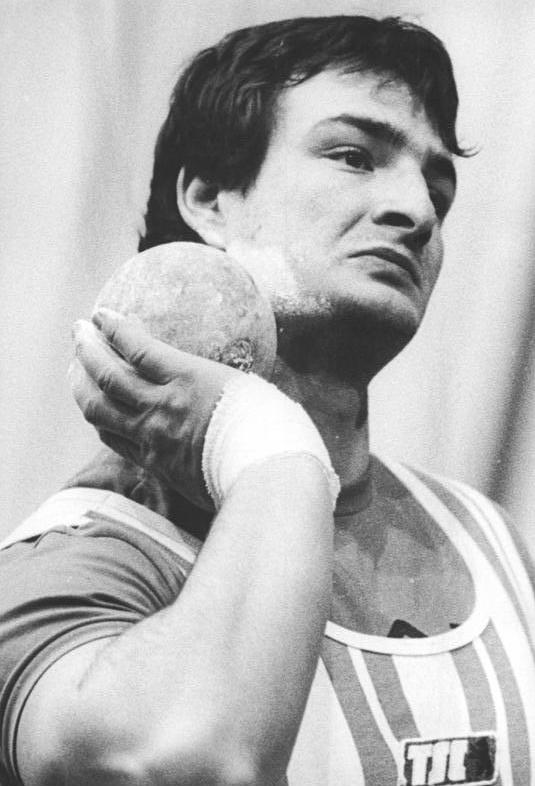
Vizeweltmeister Ulf Timmermann
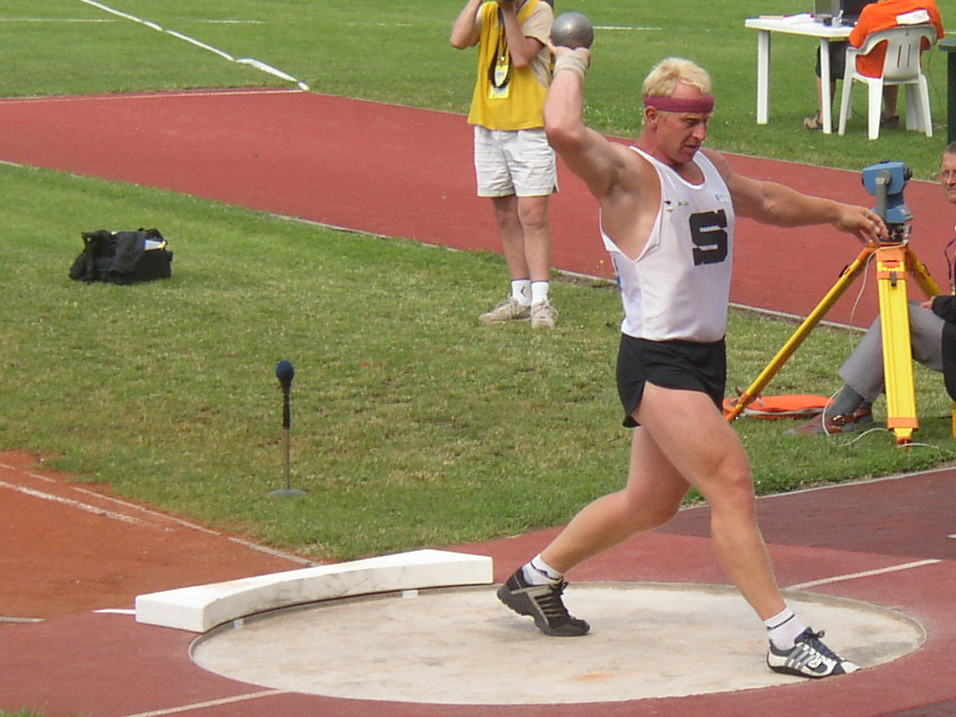
Bronzemedaillengewinner Remigius Machura (auf dem Foto im Jahr 2005)
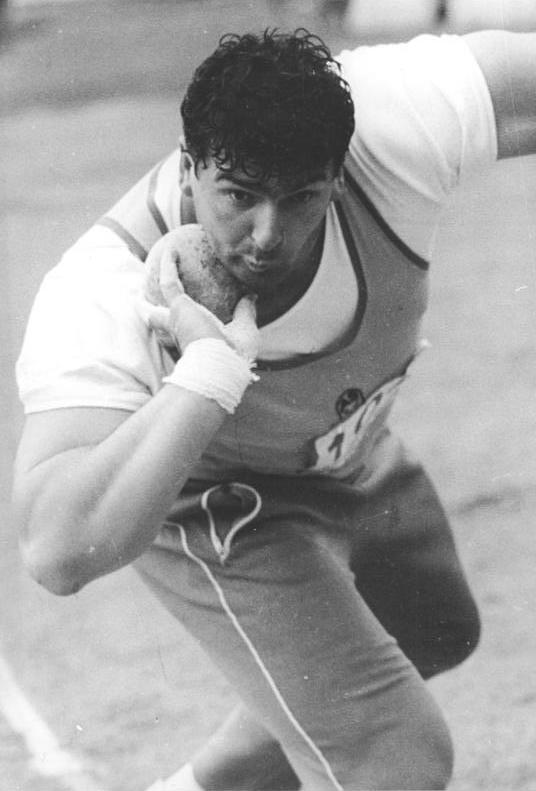
Udo Beyer, 1976 Olympiasieger, 1980 Olympiadritter und zweifacher Europameister (1978/1982), musste mit Platz sechs zufrieden sein

## Videos
- 1983 SHOT PUT FINAL MEN WORLD CHAMPIONSHIPS HELSINKI auf youtube.com, abgerufen am 4. April 2020
- Shot Put Analysis IAAF European Championships 1982 World Championships 1983 auf youtube.com, abgerufen am 4. April 2020